# Brown Ideye
Aide Brown Ideye, né le 10 octobre 1988 à Yenagoa, est un footballeur international nigérian évoluant au poste d'attaquant.

## Biographie

### Bayelsa
Après avoir débuté avec le club de son Bayelsa natal et alors qu'il n'a que 18 ans, le jeune Ideye signe un contrat avec les Ocean Boys avec qui il remporte le titre de champion du Nigeria 2007. À l'automne 2007, il passe un test à Neuchâtel et s'engage avec le club helvète de Neuchâtel Xamax le 16 décembre 2007 pour 130 000 euros. Il s'impose en moins de deux ans comme le meilleur joueur du club et gravit encore un échelon du football international quand il rejoint la Ligue 1 et le FC Sochaux-Montbéliard. Ce transfert est d'ailleurs le transfert le plus cher jamais réalisé par les deux clubs alors que le Xamax vend 70 % des droits du joueur pour une somme proche de 4,2 millions d'euros. Ideye signe un contrat de 3 ans et demi dans le Doubs, le 21 janvier 2010.

### FC Sochaux
Pour son premier match au stade Bonal, il inscrit deux buts et provoque un pénalty en Coupe de France contre Le Mans UC.
Puis durant cette demi-saison il marquera 2 buts en 17 matchs.
La saison 2010/2011 est plus prolifique en buts, après une période d'adaptation, et avec un nouvel attaquant à ses côtés à savoir Modibo Maïga, il trouve ses marques et s'impose comme un buteur régulier.
Il termine meilleur buteur du FCSM à l'issue de la saison 2010/2011 à égalité avec Modibo Maïga (15 buts chacun).
Très belle saison pour Sochaux, qui finit 5e du Championnat et jouera la Ligue Europa la saison suivante.

### FC Dynamo Kiev
Un accord est trouvé et signé le jeudi 7 juillet 2011 entre le FC Sochaux-Montbéliard et le FC Dynamo Kiev pour le transfert de Brown Ideye, pour une somme d'environ 8 millions d'euros. L’attaquant international nigérian s’engage pour cinq ans en faveur du club ukrainien. 
Pour son premier match, il inscrit deux buts et une passe décisive.

### Aris Salonique
Le 20 juin 2019, il s'engage pour une saison avec le club grec de l'Aris Salonique.
Pour son premier match, il inscrit deux buts et une passe décisive.

### En équipe internationale
Il participe aux Jeux Olympiques 2008 en Chine. Avec le Nigeria, il va jusqu'en finale, et obtient la médaille d'argent, après une défaite contre l'Argentine 0-1.
Présent dans le groupe de 30 joueurs pour préparer le mondial 2010, il n'est pas retenu dans la liste de 23, jusqu'à ce qu'il soit appelé pour remplacer John Obi Mikel. Le Nigeria est la première équipe éliminée lors de cette coupe du monde et Ideye ne rentre pas en jeu.
Son premier match en sélection a lieu le 11 août 2010 à l'occasion d'un match amical face à la Corée du Sud.

## Statistiques
| Saison                | Club                   | Championnat           | Championnat | Championnat | Coupe nationale | Coupe nationale | Coupe de la Ligue | Coupe de la Ligue | Compétition(s) continentale(s) | Compétition(s) continentale(s) | Compétition(s) continentale(s) | Total | Total |
| Saison                | Club                   | Division              | M.          | B.          | M.              | B.              | M.                | B.                | Comp.                          | M.                             | B.                             | M.    | B.    |
| 2007–2008             | Neuchâtel Xamax        | Super League          | 5           | 1           | -               | -               | -                 | -                 | -                              | -                              | -                              | 5     | 1     |
| 2008–2009             | Neuchâtel Xamax        | Super League          | 33          | 10          | 3               | 3               | -                 | -                 | -                              | -                              | -                              | 36    | 13    |
| 2009–2010             | Neuchâtel Xamax        | Super League          | 17          | 12          | 3               | 4               | -                 | -                 | -                              | -                              | -                              | 20    | 16    |
| Sous-total            | Sous-total             | Sous-total            | 55          | 23          | 6               | 7               | -                 | -                 | -                              | -                              | -                              | 61    | 30    |
| 2009–2010             | FC Sochaux-Montbéliard | Ligue 1               | 17          | 2           | 3               | 3               | -                 | -                 | -                              | -                              | -                              | 20    | 5     |
| 2010–2011             | FC Sochaux-Montbéliard | Ligue 1               | 35          | 15          | 3               | 2               | -                 | -                 | -                              | -                              | -                              | 38    | 17    |
| Sous-total            | Sous-total             | Sous-total            | 52          | 17          | 6               | 5               | -                 | -                 | -                              | -                              | -                              | 58    | 22    |
| 2011–2012             | Dynamo Kiev            | Premier-Liga          | 27          | 12          | 1               | 0               | -                 | -                 | C1+C3                          | 2+8                            | 0+2                            | 38    | 14    |
| 2012–2013             | Dynamo Kiev            | Premier-Liga          | 28          | 17          | 1               | 0               | -                 | -                 | C1+C3                          | 10+1                           | 4+0                            | 40    | 21    |
| 2013–2014             | Dynamo Kiev            | Premier-Liga          | 19          | 5           | 3               | 3               | -                 | -                 | C3                             | 7                              | 2                              | 29    | 10    |
| Sous-total            | Sous-total             | Sous-total            | 74          | 34          | 5               | 3               | -                 | -                 | -                              | 28                             | 8                              | 107   | 45    |
| 2014–2015             | West Bromwich Albion   | Premier League        | 24          | 4           | 3               | 2               | 3                 | 1                 | -                              | -                              | -                              | 30    | 7     |
| 2015–2016             | West Bromwich Albion   | Premier League        | -           | -           | -               | -               | 1                 | 0                 | -                              | -                              | -                              | 1     | 0     |
| Sous-total            | Sous-total             | Sous-total            | 24          | 4           | 3               | 2               | 4                 | 1                 | -                              | -                              | -                              | 31    | 7     |
| 2015–2016             | Olympiakos             | Superleague           | 23          | 10          | 4               | 2               | -                 | -                 | C1+C3                          | 6+2                            | 1+0                            | 35    | 13    |
| 2016–2017             | Olympiakos             | Superleague           | 20          | 13          | 2               | 1               | -                 | -                 | C1+C3                          | 2+6                            | 0+1                            | 30    | 15    |
| Sous-total            | Sous-total             | Sous-total            | 43          | 23          | 6               | 3               | -                 | -                 | -                              | 16                             | 2                              | 65    | 28    |
| 2017                  | Tianjin TEDA           | Super League          | 14          | 4           | 1               | 0               | -                 | -                 | -                              | -                              | -                              | 15    | 4     |
| 2017-2018             | Málaga CF (prêt)       | LaLiga                | 13          | 1           | -               | -               | -                 | -                 | -                              | -                              | -                              | 13    | 1     |
| Sous-total            | Sous-total             | Sous-total            | 14          | 4           | 1               | 0               | -                 | -                 | -                              | -                              | -                              | 15    | 4     |
| 2019-2020             | Aris Salonique         | Superleague           | 21          | 8           | 5               | 2               | -                 | -                 | C3                             | 4                              | 0                              | 30    | 10    |
| Sous-total            | Sous-total             | Sous-total            | 21          | 8           | 5               | 2               | -                 | -                 | -                              | 4                              | 0                              | 30    | 10    |
| 2020-2021             | Göztepe SK             | Süper Lig             | 19          | 1           | 1               | 1               | -                 | -                 | -                              | -                              | -                              | 20    | 2     |
| Total sur la carrière | Total sur la carrière  | Total sur la carrière | 315         | 115         | 33              | 23              | 4                 | 1                 | -                              | 48                             | 10                             | 400   | 149   |

## Palmarès
- Médaillé d'argent lors des Jeux olympiques de 2008 avec l'équipe du Nigeria
- Vainqueur de la Coupe d'Afrique des nations 2013 avec l'équipe du Nigeria
- Championnat de Grèce : 2016 et 2017